# حسابداری مالی

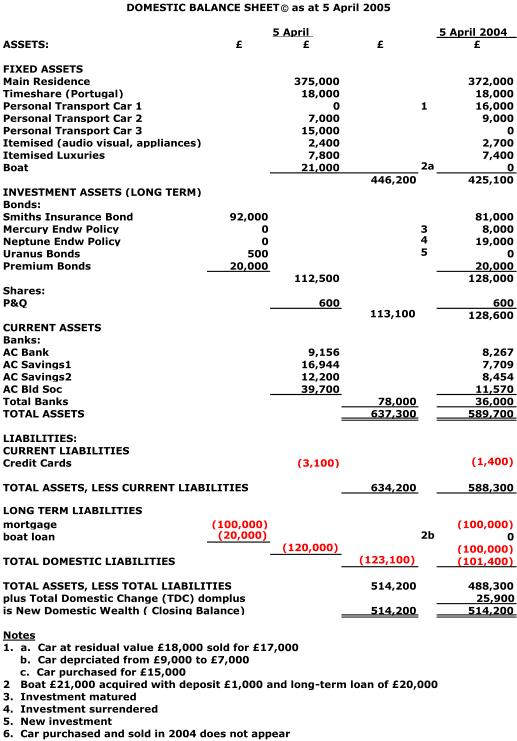
نمونه‌ای از برگه ترازنامه

حسابداری مالی (به انگلیسی: Financial accounting) گونه‌ای از حسابداری است، که اطلاعات مالی را در قالب ترازنامه ها و صورت‌های سود و زیان، برای استفاده داخلی سازمان‌ها و کارکنان شرکت‌ها، همچنین برای گزارش‌دهی به سهام‌داران، سازمان‌های دولتی و ناظران جمع‌آوری، تحلیل و ارائه می‌کنند.
حسابداری زبان تجارت خوانده می‌شود، زیرا از طریق تهیه گزارش‌های مالی، اطلاعات لازم را دربارهٔ واحدهای اقتصادی در اختیار اشخاص ذی‌نفع قرار می‌دهد. این اشخاص شامل مدیران، صاحبان سرمایه، اعتبار دهندگان، سازمان‌های مالی و اقتصادی دولت و از این قبیل هستند. از منظری دیگر از حسابداری با نام سیستم اطلاعاتی حسابداری برای پردازش اطلاعات مربوط به رویدادهای مالی مؤثر بر سازمان‌ها و واحدهای تجاری و گزارش اثرات این گونه رویدادها به تصمیم‌گیرندگان، طراحی شده‌است.
طبق «بیانیه اساسی تئوری حسابداری»: حسابداری عبارت است از فرایند شناسایی، اندازه‌گیری و گزارشگری اطلاعات اقتصادی برای تصمیم‌گیری‌های آگاهانه به وسیله استفاده‌کنندگان آن اطلاعات. بیانیه در تشریح این تعریف آورده‌است بر اساس دیدگاهی جامع، «اطلاعات حسابداری» را می‌توان «اطلاعات اقتصادی» تلقی کرد.
گاهی به اشتباه از مفهوم دفترداری برای تعریف حسابداری استفاده می‌شود. دفترداری عبارت است از: فن ثبت، طبقه‌بندی و خلاصه سازی مبادلات واحد تجاری. البته این عملیات در گذشته صرفاً در دفاتر حساب انجام می‌شد. اما امروزه ثبت‌های حسابداری با استفاده از کامپیوتر انجام می‌شود. حسابداری مفهوم وسیع تری از دفترداری را دربر می‌گیرد. در واقع دفترداری بخشی از وظایف حسابدار است.
همه حسابداران از مجموعه قواعد یکسان تحت عنوان اصول پذیرفته شده حسابداری برای تهیه گزارش‌های حسابداری استفاده می‌کنند.
اطلاعات مربوط به معاملات روزمره، اساس تهیه گزارش‌های مالی را تشکیل می‌دهد. در واحدهای بازرگانی، فعالیت‌هایی نظیر خرید و فروش کالا، خرید ماشین آلات و پرداخت هزینه‌های جاری مانند اجاره، حقوق، بهای آب و برق از جمله معاملات روزمره است.